# 조관 (승려)

조관(慥冠, 1700~1762)은 조선의 승려이다. 자는 무회, 호는 용담이며, 본성은 김씨이고 본관은 남원이다.
1718년 숙종 때 감로사에서 승려가 되었으며, 새봉·영해·낙암·화정 등으로부터 선과 교의 진리를 배워 통달하였다. 이어 지리산 견성암에 들어가 《기신론》을 읽고 크게 깨달은 뒤, 1732년 지리산에 가은암을 짓고 심원사·도림사 등에서 20여 년간 경서를 강연하였다. 1749년 시봉의 법을 이어받았으며, 부안의 실상사에서 죽었다. 사리가 5개 나왔는데, 감로사·파근사·실상사의 탑에 각각 보관되어 있다.

## 참고 문헌
- 이 문서에는 다음커뮤니케이션(현 카카오)에서 GFDL 또는 CC-SA 라이선스로 배포한 글로벌 세계대백과사전의 내용을 기초로 작성된 글이 포함되어 있습니다.